# Động đất Guayas 2023
Động đất Guayas 2023 (tiếng Tây Ban Nha: Terremoto de Ecuador de 2023) là trận động đất xảy ra vào lúc 12:12 (ECT), ngày 18 tháng 3 năm 2023. Trận động đất có cường độ 6,8 Mw, tâm chấn độ sâu khoảng 65,8 km. Hậu quả trận động đất đã làm 18 người chết, 496 người bị thương.